# Neoscona lactea
Neoscona lactea là một loài nhện trong họ Araneidae.
Loài này thuộc chi Neoscona. Neoscona lactea được Kendo Saito miêu tả năm 1933.